# Mauritz Ahlstrand
Karl Mauritz Ahlstrand, född 19 juli 1898 på Stav i Floda församling, Södermanlands län, död 21 mars 1995 i Brunnby församling, Skåne, var en svensk företagsledare.
Han var son till sågverksdisponenten och lantbrukaren Carl Ahlstrand (1866–1906), som även var kommunalnämndsordförande i Floda, och Maria Andersson (1878–1965), vars bröder tog namnet Jurell (en kusinson är Torsten Jurell). Mauritz Ahlstrand tog bergsingenjörsexamen vid KTH 1924, blev biträdande gruvingenjör vid Kantorps gruvor 1924, gruvingenjör vid Höganäs-Billesholms AB 1929, chef för arbstudieavdelningen 1937 och gruvchef där 1939. År 1949 blev han verkställande direktör för AB Västergötlands förenade kalkindustrier och Svenska cellbetong AB. Han blev 1952 arbetsstudiechef vid förenade  Gruvarbetsstudiekontoret, var 1955–1963 gruvchef vid SKF Hofors bruk och 1964–1974 VD för AB Smålands Taberg. 
Mauritz Ahlstrand gifte sig 1925 med sin brylling Signe Johansson (1902–1977), kusin med Erik Österberg,  Anna Lisa Lundkvist och Eric Magnusson. Han var far till textilkonstnären Elsa-Britta Wik och journalisten Kerstin Matz samt morfar till sportjournalisten Andreas Matz. Makarna Ahlstrand är begravna i hustruns familjegrav på Norra begravningsplatsen utanför Stockholm.